# 7 volontari dal Texas
7 volontari dal Texas (Journey to Shiloh) è un film del 1968 diretto da William Hale, con protagonista James Caan.

## Trama
Durante la guerra civile americana, sette giovani texani nell'esercito confederato, i "Concho County Comanches", viaggiano verso Shiloh, Tennessee, dove sta per svolgersi una grande battaglia, ma lungo la strada incontreranno molti ostacoli pericolosi.